# Gilort
Gilort er en flod i det sydlige Rumænien, en venstre biflod til floden Jiu.   Gilort løber gennem landsbyerne og byerne Novaci, Bălcești, Bengești, Târgu Cărbunești, Jupânești, Turburea og Capu Dealului . Den er 116 km lang, og har et afvandingsareal på er 1.358 km2  og løber ud i Jiu nær Țânțăreni.

## Bifloder
Følgende floder er bifloder til floden Gilort (fra kilde til udmunding):
Fra venstre: Setea Mică, Setea Mare, Pleșcoaia, Romanul, Dâlbanu, Rânca, Înșiratele, Cerbu, Măgura, Scărița, Gilorțel, Pârâul Galben, Câlnic, Bârzei, Șepade, Vladimir, Cotif, Vladimir
Fra højre: Tărtărău, Măcăria, Valea Novaci, Hirișești, Ciocadia, Blahnița, Socul, Purcari, Sterpoaia, Groșerea, Valea lui Câine